# Кейт, Майкл, 13-й граф Кинтор
Майкл Каннинг Уильям Джон Кейт (англ. Michael Canning William John Keith; 22 февраля 1939 — 30 октября 2004) — британский аристократ, 13-й граф Кинтор, 13-й лорд Кейт из Инверури и Кейт-Холла (пэрство Шотландии), 3-й виконт Стоунхейвен, 3-й барон Стоунхейвен из Ури в графстве Кинкардиншир и 4-й баронет Бэрд из Ури в графстве Кинкардиншир (пэрство Соединённого королевства).

## Биография
Майкл Кейт родился 22 февраля 1939 года и стал старшим сыном Иэна Кейта, 12-го графа Кинтора, и Делии Вирджинии Лойд. Он учился в Итонском колледже и Королевской военной академии в Сандхерсте, позже получил звание лейтенанта в Колдстримском гвардейском полку. Он занимал должность вождя клана Кейт с 1989 года до своей смерти. В 1993 году Абердинский университет присвоил Кейту почетную степень доктора права.
4 августа 2002 года лорд Кинтор как вождь клана Кейт положил конец многовековой вражде с соседним кланом Ирвин. Вражда началась в 1402 году, когда Ирвины вырезали вторгшийся военный отряд Кейтов в битве при Драмоаке. Кейт подписал мирный договор с Дэвидом Ирвином из Драм, вождём клана Ирвин.
9 октября 1972 года Кейт женился на Мэри Плам (1943 — 1 августа 2006), единственной дочери Элиши Гэддис Плам из Рамсона (Нью-Джерси), который погиб во время Второй мировой войны. В этом браке родились двое детей:
- Джеймс Уильям Фальконер Кейт, 14-й граф Кинтор (15 апреля 1976)[2];
- Иона Делия Мэри Гэддис Кейт (1 января 1978), жена Марка Хопкинса, младшего сына Вайолет Хопкинс, из Уэлвин-Гарден-Сити, Хартфордшир[6][7].

Лорд Кинтор умер 30 октября 2004 года, его титул унаследовал сын.